# Virneburg (Burg)
Die Burgruine Virneburg ist die Ruine einer Höhenburg auf einer vom Nitzbach umflossenen 430 m ü. NHN hohen Schieferkuppe über der gleichnamigen Gemeinde im Landkreis Mayen-Koblenz in Rheinland-Pfalz.

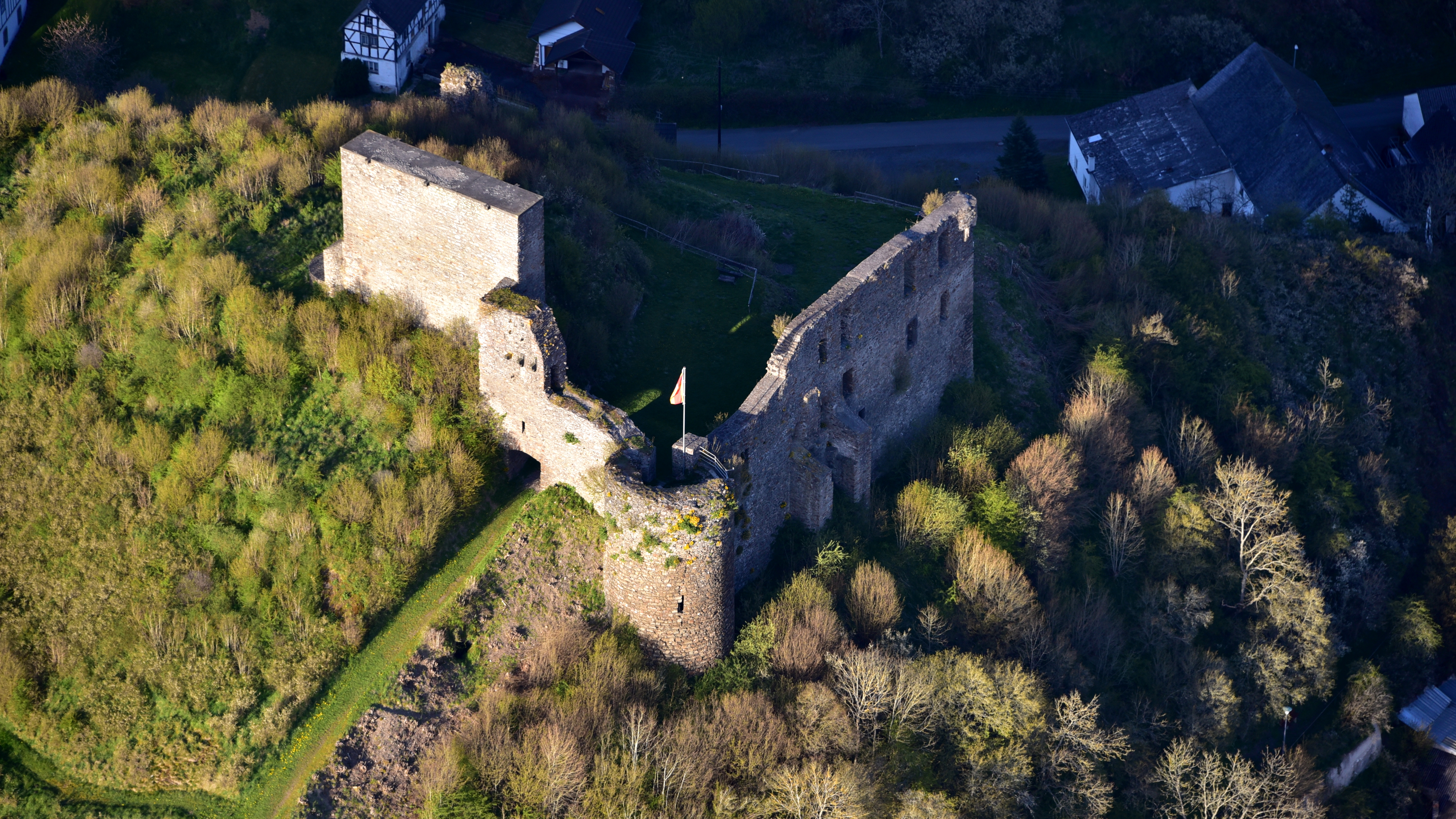
Virneburg, Luftaufnahme (2016)

## Geschichte
Die Burg wurde wohl in der zweiten Hälfte des 12. Jahrhunderts als pfalzgräfliches Lehen errichtet. Die erste Erwähnung der Burg findet sich in einer Urkunde aus dem Jahre 1192, in der die Brüder Gottfried und Friedrich von Virneburg ihr Schloss „Vernenburgh“ nebst der Grafschaft und mit allem Zubehör dem Trierer Erzbischof Johann I. als Lehen auftrugen. Diese Urkunde ist im Original nicht erhalten, bei der Abschrift aus dem 16. Jahrhundert handelt es sich aufgrund der darin enthaltenen Formulierungen, die um 1200 noch nicht üblich waren, entweder um eine fehlerhafte Übertragung oder um eine Fälschung.
Die Herren von Virneburg, später in den Grafenstand erhoben, werden erstmals im Jahre 1042 in einer Urkunde des Trierer Erzbischofs Poppo mit „Bernhardus de Virneburch“ genannt. Damals war die Lehnshoheit an die Grafen von Sayn übergegangen, doch Johann von Sayn trat diese 1358 wieder an die Pfalzgrafen ab, mit Ausnahme der Burg, die noch 1506 als Mannlehen der Grafen von Sayn genannt wird, jedoch erkannten die Grafen von Virneburg deren Lehnshoheit nicht mehr an.
Graf Ruprecht von Virneburg gab 1339 dem Trierer Kurfürsten Balduin gegen Erlass einer Schuld einen Teil der Burg zu Lehen, dabei wird erstmals der „hoechste thurn“ genannt, wahrscheinlich der alte Bergfried der Erbauungszeit.
1414 mussten die Grafen von Virneburg auch den Rest der Burg an den Erzbischof Werner von Falkenstein abgeben, dem die Grafschaft immer schon ein Dorn im Auge war. Doch schon wenige Jahre später gelingt es den Virneburgern, ihre Burg wieder aus der Trierer Pfandschaft zu lösen. Mit dem Tode Graf Kunos von Virneburg im Jahre 1545 erlischt das Geschlecht der Virneburger.
Erben waren die Grafen von der Mark-Arenberg, später kamen Schloss und Grafschaft an die Grafen von Manderscheid-Blankenheim, wurden wenig später durch Kurtrier als erledigtes Lehen eingezogen, nach Einspruch der Grafen von Manderscheid-Schleiden wurde es 1549 jedoch als Lehen an diese zurückgegeben. Über diese ging der Besitz 1600 an Löwenstein-Wertheim.
Ein zu dieser Zeit angefertigtes Inventar der Burg nennt zwölf Räume. Der Bergfried wurde erneuert und erhielt 1623 einen neuen Wehrgang, doch bereits 1663 wird das Schloss als sehr baufällig bezeichnet, besonders „uf der Seiten gegen den hohen Mauren und Brunnen“. Eine Instandsetzung wurde damals verschoben, und 1665 waren die Mauern im vorderen und oberen Schlosshof „ganz abgefallen und völlig baulos“. 1670 wurde der marode Bergfried niedergelegt und im folgenden Jahr neu errichtet. Die baufällige Ringmauer wurde instand gesetzt und im Schloss wurden die allernötigsten Bauarbeiten vorgenommen.
Beim Einmarsch der Franzosen in die Eifel im Pfälzischen Erbfolgekrieg wurde die Schlossanlage 1689 gesprengt, der Turm wurde völlig zerstört, die Wohngebäude gingen in Flammen auf, die Ringmauer wurde geschleift.
Auf Veranlassung des Königlichen Amtsgerichtes Adenau wurde die Burgruine am 19. Januar 1914 öffentlich für 1.080 Mark an den Rheinischen Verein für Denkmalpflege und Landschaftsschutz verkauft.

## Beschreibung
Die Reste der Burganlage liegen auf einer auf drei Seiten vom Nitzbach umflossenen Schieferkuppe, die bis zu einer Höhe von 80 Meter steil ansteigt und deren elliptischer Umriss den Grundriss der Anlage vorgibt.
Ein an der Südostecke des Burgbergs beginnender Pfad endet nach circa fünfminütigem Aufstieg auf dem Terrain des ehemaligen Südostzwingers, der an der Südecke mit einem Rundturm bewehrt war. Die Mauern dieses Zwingers sind bis auf niedrige Reste zerstört, nur das Gelände lässt den Verlauf der Mauer noch vermuten.
Durch ein Tor im westlich sich anschließenden Kernburgbering gelangt man in den Burghof, der einstmals bis auf einen engen Platz dicht mit Gebäuden bebaut war.
Der ursprüngliche Hauptzugang zur Burg lag im Westen. Hier war der Hauptburg eine geräumige halbkreisförmige Vorburg vorgelagert, die durch ein Torhaus zugänglich und an der südlichen Zwingermauer mit einem Rundturm bewehrt war. Entlang der südlichen Zwingermauer führte der Weg zum erhaltenen Tor der Hauptburg, welches von einem mächtigen, heute verschwundenen, Bergfried beherrscht wurde. Vor dem Tor selbst ist noch die spitzbogige Brücke über den Halsgraben sichtbar, deren torseitige Hälfte durch eine heute verschwundene Zugbrücke gebildet wurde.
Ebenso wie bei der virneburgischen Löwenburg über Monreal stand vor dem Bergfried eine heute weitgehend erhaltene, etwa 3 Meter starke und noch 18 Meter hohe, in sorgfältiger Mauertechnik errichtete Schildmauer, auf deren Krone ein Wehrgang verlief, an der Nordseite setzte sich die Mauer wahrscheinlich fort. An diesen wohl der Gründeranlage angehörende Bauwerk wurde in späterer Zeit der genannte zweigeschossige Torbau und die übrigen Bauten der Kernburg angefügt.
Rechts neben dem Burgtor steht an der Mauerecke ein Rundturm mit quadratischem Innenraum, der noch eine Höhe von 15 Metern aufweist. An ihn schließt sich die Flucht des Wohnbaus an, aus der ein kleiner quadratischer Turm von 3 Meter lichter Breite herausragt. Der Palas selber besitzt noch zwei Geschosse, er erhielt seine Gestalt erst im 16. Jahrhundert. Außen ist an dem  stärker verwitterten Mauerwerk ein älteres mit zwei quadratischen Fenstern versehenes, verschüttetes Untergeschoss erkennbar, die Geschossaufteilung ist noch an den Basaltkonsolen ablesbar, der Ansatz der östlichen Außenmauer des Palas ist noch erhalten. Diese setzte sich in Nordrichtung fort und bildete die Außenwände weiterer Gebäude.

Ruine Virneburg
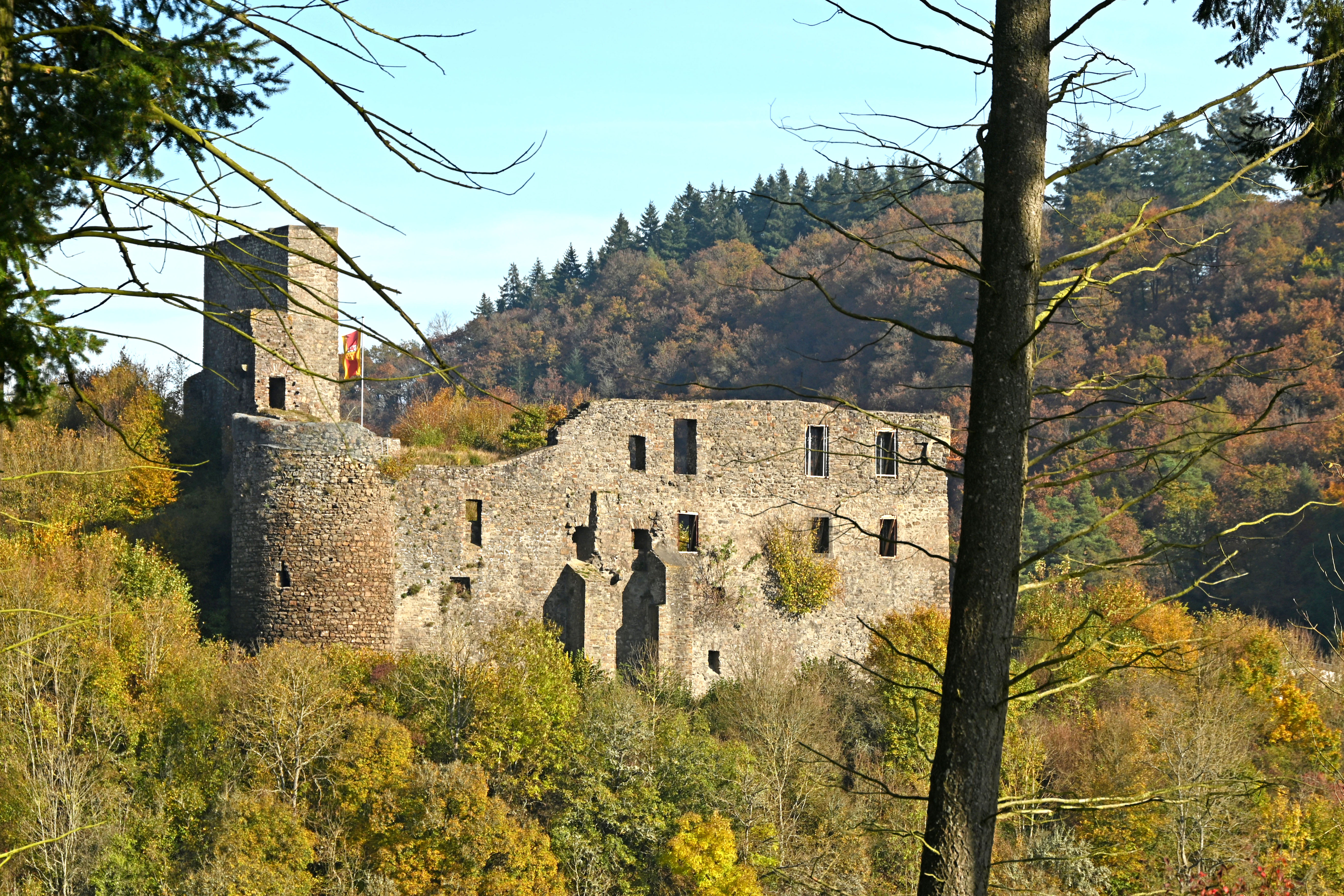
Ruine Virneburg von Südwesten
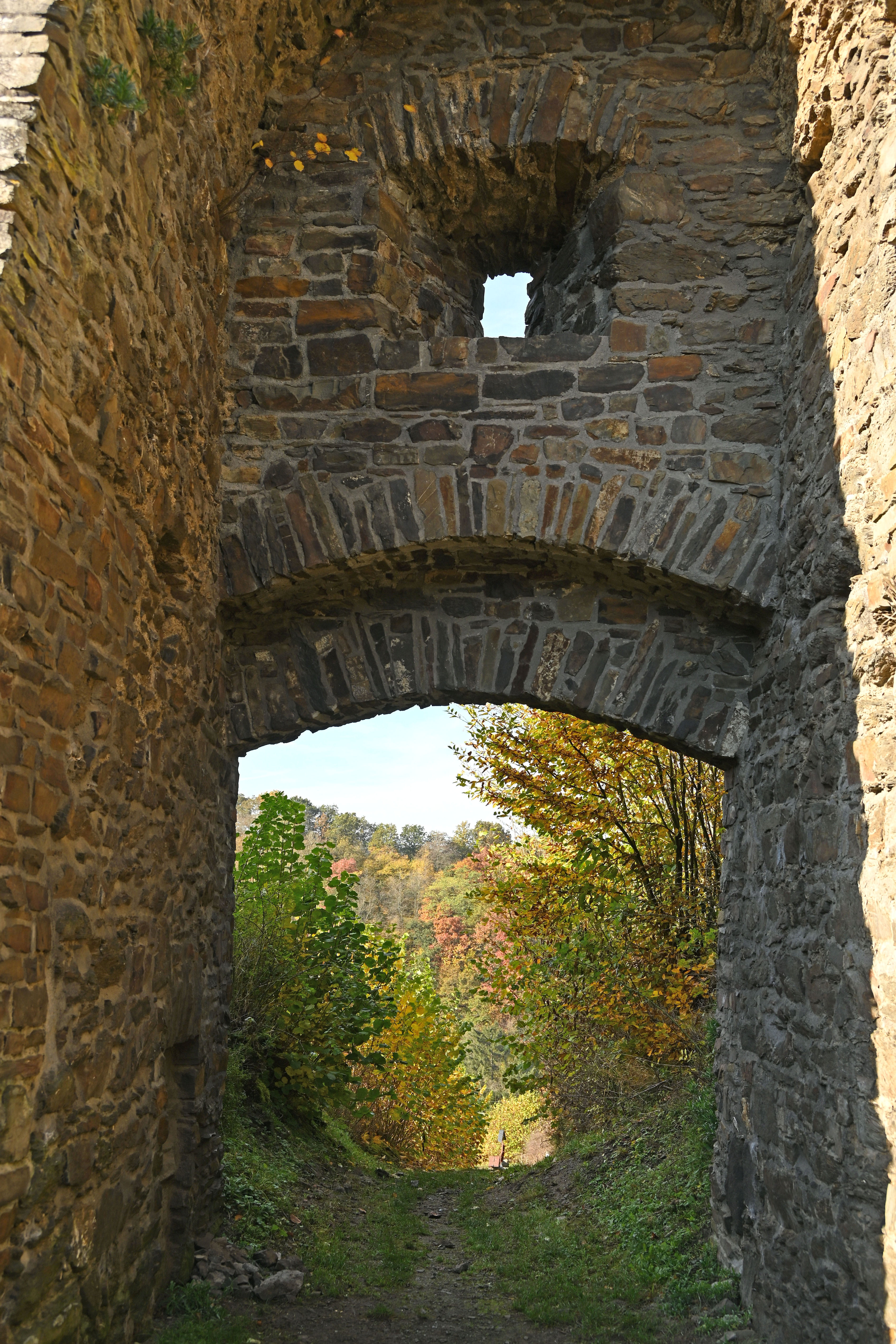
Westtor
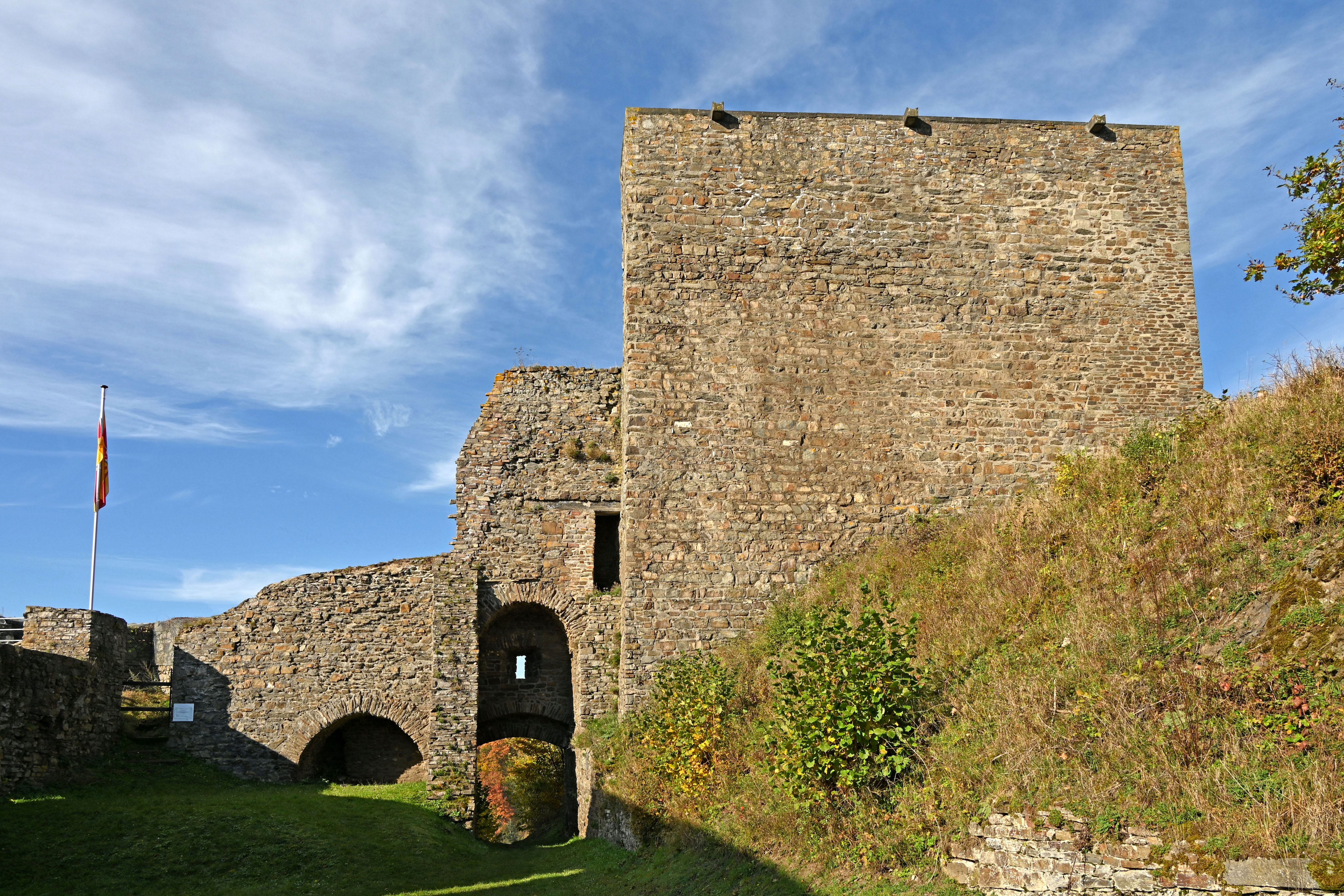
Westtor und Schildmauer
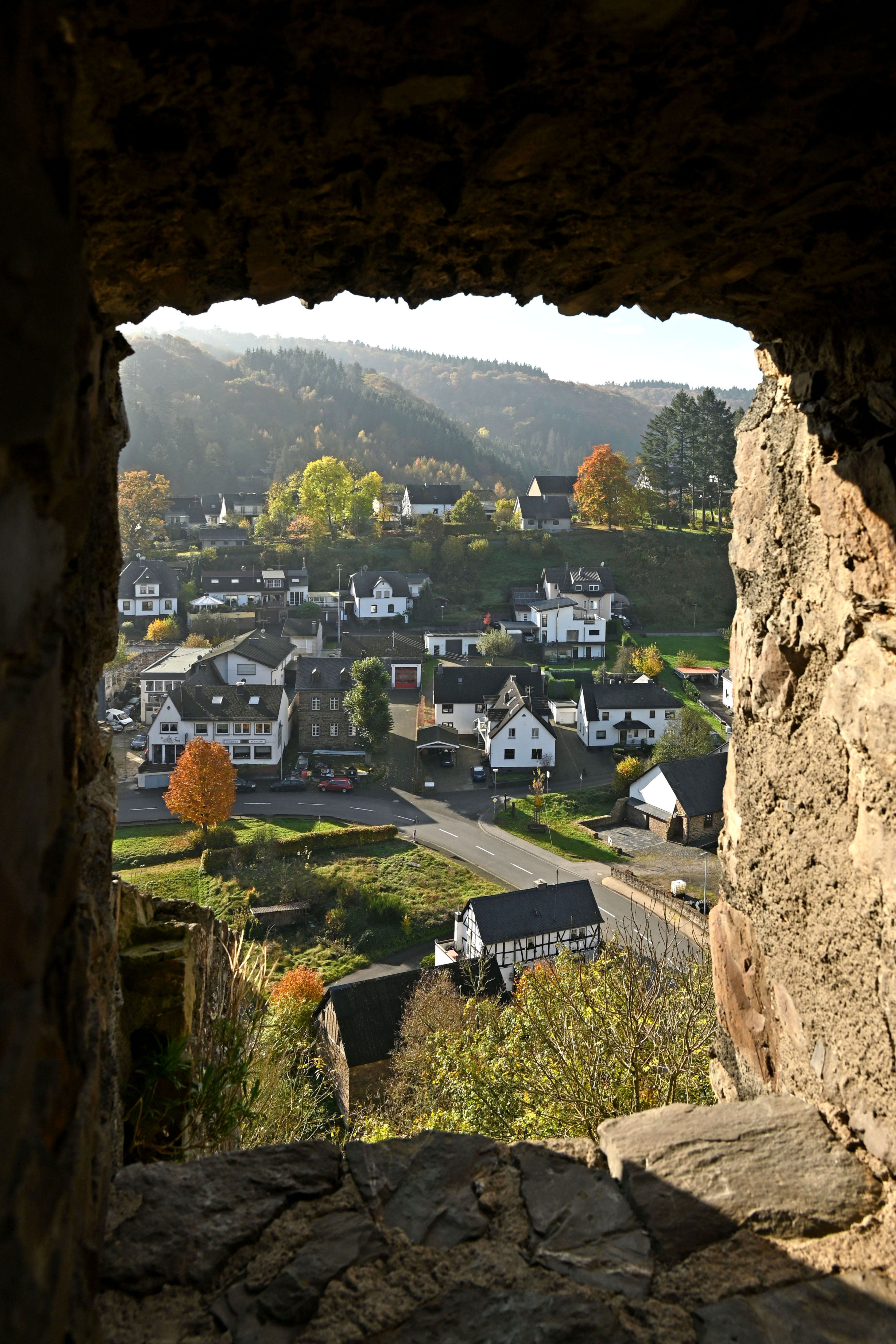
Palasfenster
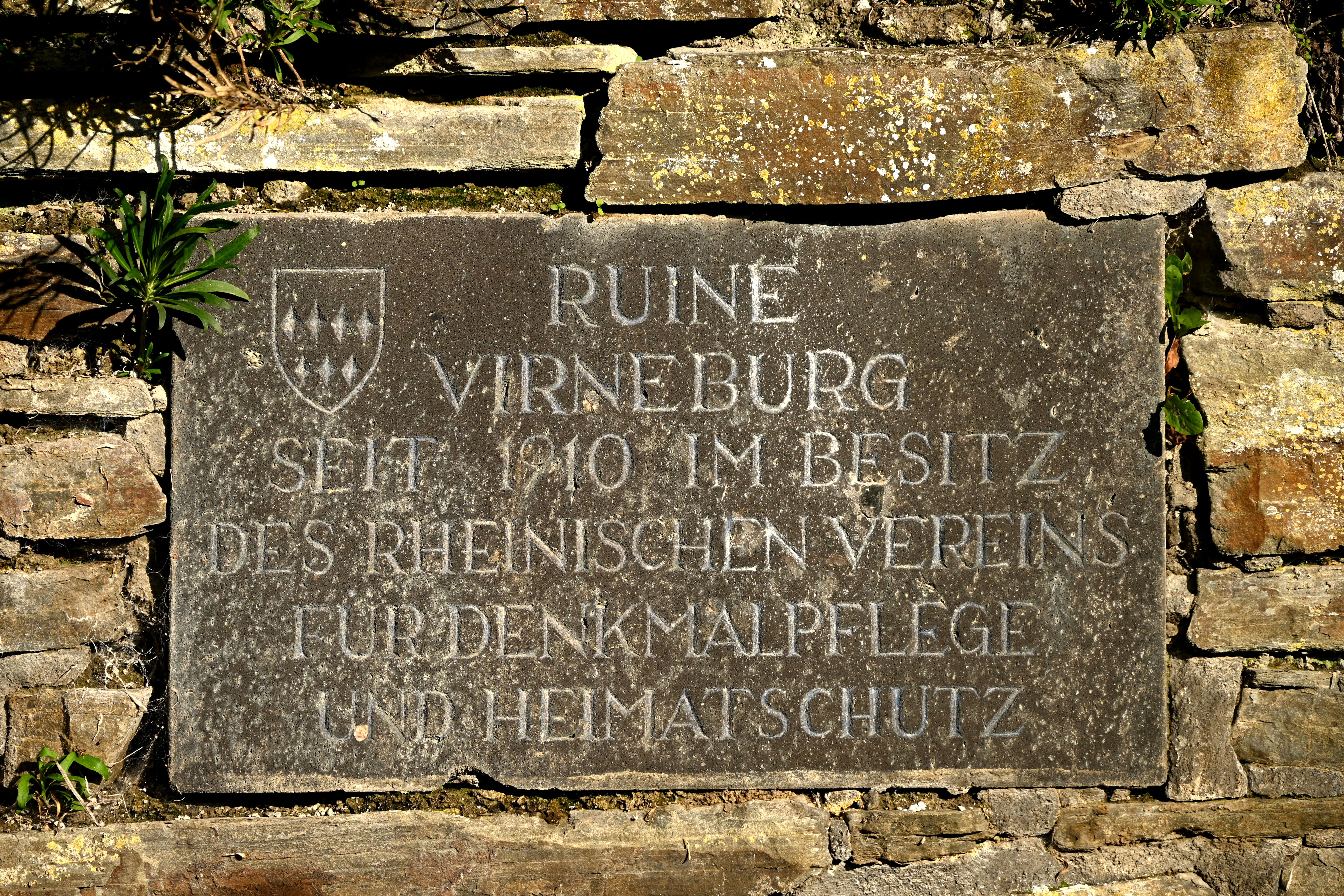
Rhein. Verein für Denkmalpflege